# 黃燦盛
黃燦盛（韓語：황찬성，1990年2月11日—），藝名為燦盛（韓語：찬성），是韓國男歌手、演員、男子偶像團體2PM的成員之一。2006年参加由JYP娛樂與SBS共同製作的選秀節目《Superstar Survival》後，進入JYP娛樂當練習生。2008年9月4日以2PM成員身分正式出道。
韓國音樂著作權家協會登記編號為10005443。於2019年6月11日現役入伍，並在新兵訓練後獲得選拔為五師團新兵教育大隊助教，於2021年1月5日退伍。

## 經歷

### 1990－2008年
2006年参加由JYP娛樂與SBS共同製作的選秀節目《Superstar Survival》，雖然中途落敗，但仍被選進JYP娛樂當練習生。同年演出MBC的家庭情景喜劇搞笑一家親，在劇中飾演高中生。2008年參與KBS2的獨幕劇叢林的魚。2008年9月4日2PM推出首張迷你專輯《Hottest time of the day》，燦盛以2PM成員身分正式出道。

### 2009－2015年
2012年11月JYP娛樂證實燦盛出演MBC於2013年播出的電視劇《七級公務員》，在劇中飾演第二男主角孔道河，是國情院內的情報員。2013年6月21日確定首次挑戰電影，在《紅地毯》裡飾演大潤，是一名夢想成為導演的電影工作人員。

### 2016－2019年
2016年出演JTBC電視劇《玉氏南正基》飾演聰明機靈的無業遊民南奉基一角。2017年首次挑戰舞台劇《我的愛我的新娘》飾演作曲家金英民。同時出演了KBS電視劇《七日的王妃》飾演徐奴。同年更開始挑戰百老匯音樂劇韓文版《ALTAR BOYZ》飾演隊長馬修，以及韓國原創音樂劇《INTERVIEW》飾演具有五重人格精神分裂的小說作家辛克萊。
2018年更開始積極挑戰許多不同類型的演技項目，包括韓國原創音樂劇《SMOKE》中飾演雖然是27歲的身體卻擁有16歲少年純真靈魂的 海 一角，同年亦參加了《ALTAR BOYZ》、《INTERVIEW》的東京大阪再演。2018年末以參演的《金秘書為何這樣》中的鐵壁工作狂高貴南一角，一舉拿下韓國電視劇大賞的男子優秀演技賞以及韓流STAR賞雙冠王。

### 2021年 至 2022年
2021年12月15日，宣布不和JYP娛樂續約，以及將於2022年初結婚，並宣布其妻子已經懷孕。
2022年7月26日，透過經紀公司宣布其妻子順利誕下女兒。

## 音樂作品

### 日語單曲
- 《HIGHER》初回限定盤G

### 日語迷你專輯
- 《Complex》（2018年5月23日）

### 合作歌曲
- 2AM《對於她》（2010年1月21日）
- JOO《電影都不看嗎》（2011年1月4日）

## 影視作品

### 電影
| 年份 | 片名                 | 角色           |
| ---- | -------------------- | -------------- |
| 2013 | 紅地毯               | 大潤           |
| 2014 | 德水里五兄弟         | 守勤           |
| 2014 | 握緊你的手           | 智傲（客串）   |
| 2015 | 忘雪                 | 尹泰宇         |
| 2017 | 青年警察             | 黃燦盛（客串） |
| 2019 | 玫瑰與鬱金香         | 真一（客串）   |
| 2025 | 比誰都想要緊緊擁抱你 | 李在勛         |

### 電視劇
| 年份   | 電視台                  | 劇名                           | 角色                             |
| ------ | ----------------------- | ------------------------------ | -------------------------------- |
| 2006   | MBC                     | 搞笑一家親                     | 黃燦盛                           |
| 2008   | KBS2                    | 叢林的魚                       | 朴英山                           |
| 2011   | KBS                     | 夢想起飛Dream High             | 幻想的馬斗植（第十二集客串）     |
| 2011   | TBS                     | 怪盗Royale                     | Jack（ジャック）                 |
| 2013   | MBC                     | 七級公務員                     | 孔道河                           |
| 2013   | KBS2                    | 你的黑色電影                   | 金亨洙                           |
| 2016   | JTBC                    | 玉氏南政基                     | 南奉基                           |
| 2016   | Naver TVcast            | 浪漫老闆                       | 王子亨                           |
| 2016   | SBS                     | 浪漫醫生金師傅                 | 英均（客串／石垣醫院患者的朋友） |
| 2017   | SBS                     | 奇怪的搭檔                     | 張熙俊                           |
| 2017   | KBS                     | 七日的王妃                     | 徐奴                             |
| 2018   | 網路電視劇              | 譜寫不同的戀愛(殊途同歸的戀愛) | 獸醫院院長黃燦盛                 |
| 2018   | tvN                     | 金秘書為何那樣                 | 高貴南                           |
| 2019   | tvN                     | 觸及真心                       | 閃電快遞員(第三、五集客串）      |
| 2020   | Netflix                 | 我的全像情人                   | 白燦盛                           |
| 2021年 | tvN                     | 黑道律師文森佐                 | 假金振民                         |
| 2021年 | 愛奇藝                  | 所以我和黑粉結婚了             | JJ                               |
| 2021年 | SBS                     | 現正分手中                     | 金秀敏（特別出演）               |
| 2021年 | Channel A               | 櫥窗：女王之家                 | 韓正元                           |
| 2023年 | ENA                     | 寶拉！黛博拉                   | 盧周完                           |
| 2024年 | MBC                     | 我們家 (電視劇)                | 盧英民                           |
| 2024年 | 富士电视台TWO HIKARI TV | 缘分咖啡馆                     | 時宇                             |
| 2024年 | NETFLIX                 | 首爾破笑組                     | 姜閔奎                           |
| 2025年 | NETFLIX                 | 獵犬2                          | 待公開                           |

### 綜藝節目
- 2014年：《如果爱(第一季)》

## 公演作品

### 舞台劇
| 年份 | 作品名           | 角色 |
| ---- | ---------------- | ---- |
| 2017 | 我的愛，我的新娘 | 英民 |
| 2017 | ALTAR BOYZ       | 馬修 |

### 音樂劇
| 年份 | 作品名    | 角色   |
| ---- | --------- | ------ |
| 2017 | Interview | 辛克萊 |
| 2018 | Smoke     | 海     |

## 代言
- 2018年：第6屆《茂朱電影節》宣傳大使（Festival Friends）

## 獎項
| 年份   | 頒獎典禮             | 獎項                     | 作品               | 結果 |
| ------ | -------------------- | ------------------------ | ------------------ | ---- |
| 2013年 | 第49届百想艺术大赏   | 电视部门最佳人气男演员賞 | 《七级公务员》     | 提名 |
| 2018年 | 第11屆韓國電視劇大賞 | 韓流明星賞               | 《金秘書為何那樣》 | 獲獎 |
| 2018年 | 第11屆韓國電視劇大賞 | 男子優秀賞               | 《金秘書為何那樣》 | 獲獎 |

## 外部連結
- 2PM官方網站
- 黃燦盛的X（前Twitter）
- 黃燦盛的新浪微博
- 黃燦盛的Instagram帳戶